# Ligne Tōbu Sano
La ligne Tōbu Sano (東武佐野線, Tōbu Sano-sen) est une ligne ferroviaire de la compagnie privée Tōbu dans les préfectures de Gunma et Tochigi au Japon. Elle relie la gare de Tatebayashi à celle de Kuzū.
Sur les cartes, la ligne Tōbu Sano est de couleur rouge et les gares sont identifiées par les lettres TI suivies d'un numéro.

## Histoire
La ligne a été ouverte par étapes entre 1889 et 1914.

## Caractéristiques

### Ligne
- Longueur : 22,1 km
- Ecartement : 1 067 mm
- Nombre de voies : Voie unique
- Alimentation : 1 500 Vcc par caténaire

### Tracé
|  |

### Services et interconnexions
La ligne est interconnectée avec la ligne Tōbu Isesaki à Tatebayashi pour des services Ryomo jusqu'à Asakusa.

### Liste des gares
La ligne comporte 10 gares.
| Numéro | Gare        | Nom japonais | Distance (km) | Correspondances                          | Localisation | Localisation          |
| ------ | ----------- | ------------ | ------------- | ---------------------------------------- | ------------ | --------------------- |
| TI-10  | Tatebayashi | 館林         | 0             | Tōbu : Isesaki (interconnexion), Koizumi | Tatebayashi  | Préfecture de Gunma   |
| TI-31  | Watarase    | 渡瀬         | 2,7           |                                          | Tatebayashi  | Préfecture de Gunma   |
| TI-32  | Tajima      | 田島         | 6,9           |                                          | Sano         | Préfecture de Tochigi |
| TI-33  | Sanoshi     | 佐野市       | 9,0           |                                          | Sano         | Préfecture de Tochigi |
| TI-34  | Sano        | 佐野         | 11,5          | JR East : Ryōmō                          | Sano         | Préfecture de Tochigi |
| TI-35  | Horigome    | 堀米         | 13,1          |                                          | Sano         | Préfecture de Tochigi |
| TI-36  | Yoshimizu   | 吉水         | 15,2          |                                          | Sano         | Préfecture de Tochigi |
| TI-37  | Tanuma      | 田沼         | 17,7          |                                          | Sano         | Préfecture de Tochigi |
| TI-38  | Tada        | 多田         | 19,3          |                                          | Sano         | Préfecture de Tochigi |
| TI-39  | Kuzū (ja)   | 葛生         | 22,1          |                                          | Sano         | Préfecture de Tochigi |